# قطعنامه ۵۶ شورای امنیت
قطعنامه ۵۶ شورای امنیت سازمان ملل متحد که در تاریخ ۱۹ اوت ۱۹۴۸ تصویب شد، سندی بین‌المللی دربارهٔ مسئلهٔ فلسطین است. این قطعنامه طی نشست ۳۵۴ام موافق، مخالف و ممتنع تصویب شد.